# Gran Premio motociclistico di Spagna 1953
Il Gran Premio motociclistico di Spagna fu l'ultimo appuntamento del motomondiale 1953.
Si svolse il 4 ottobre 1953 presso il Circuito del Montjuïc (nella configurazione "definitiva" di 3790,65 m). Erano in programma le classi 125, 250 e 500.
Nella ottavo di litro, terza vittoria stagionale per l'MV Agusta, con Angelo Copeta. In 250 e 500 la vittoria andò alla Moto Guzzi, con Enrico Lorenzetti (nella quarto di litro) e Fergus Anderson (nella classe regina). Anderson divenne il primo centauro nella storia del Mondiale ad aver vinto in 250, 350 e 500 nella stessa stagione.

## Classe 500
39 piloti iscritti, 29 alla partenza, 13 al traguardo.

### Arrivati al traguardo
| Pos. | Pilota                 | Moto       | Tempo         | Punti |
| ---- | ---------------------- | ---------- | ------------- | ----- |
| 1    | Fergus Anderson        | Moto Guzzi | 2h 04' 46" 86 | 8     |
| 2    | Carlo Bandirola        | MV Agusta  | +29" 11       | 6     |
| 3    | Dickie Dale            | Gilera     | +48" 93       | 4     |
| 4    | Giuseppe Colnago       | Gilera     | +1' 56" 38    | 3     |
| 5    | Nello Pagani           | Gilera     | +1 giro       | 2     |
| 6    | Tommy Wood             | Norton     | +2 giri       | 1     |
| 7    | Javier De Ortueta      | Norton     | +3 giri       |       |
| 8    | Antonio Creus          | Norton     | +3 giri       |       |
| 9    | Auguste Goffin         | Norton     | +3 giri       |       |
| 10   | Alfredo Flores         | Norton     | +4 giri       |       |
| 11   | Heinrich Thorn-Prikker | Moto Guzzi | +6 giri       |       |
| 12   | Siegfried Wünsche      | DKW        | +6 giri       |       |
| 13   | Joe Glazebrook         | Norton     | +8 giri       |       |

### Ritirati
| Pilota            | Moto       | Motivo ritiro |
| ----------------- | ---------- | ------------- |
| Philip Heath      | Matchless  |               |
| Fritz Kläger      | Horex      |               |
| Hans Baltisberger | AJS        |               |
| Rod Coleman       | AJS        |               |
| Libero Liberati   | Gilera     |               |
| Cecil Sandford    | MV Agusta  |               |
| Emilio Soprani    | Gilera     |               |
| Ken Kavanagh      | Moto Guzzi |               |
| Harold Clark      | Norton     |               |
| Pierre Monneret   | Gilera     |               |
| Enrico Lorenzetti | Moto Guzzi |               |
| August Hobl       | DKW        |               |
| John Grace        | Norton     |               |

## Classe 250
22 piloti iscritti, 16 alla partenza, 10 al traguardo.

### Arrivati al traguardo
| Pos. | Pilota                 | Moto       | Tempo         | Punti |
| ---- | ---------------------- | ---------- | ------------- | ----- |
| 1    | Enrico Lorenzetti      | Moto Guzzi | 1h 20' 32" 06 | 8     |
| 2    | Ken Kavanagh           | Moto Guzzi | +33" 77       | 6     |
| 3    | Fergus Anderson        | Moto Guzzi | +43" 52       | 4     |
| 4    | Alano Montanari        | Moto Guzzi | +44" 54       | 3     |
| 5    | Tommy Wood             | Moto Guzzi | +1' 42" 28    | 2     |
| 6    | August Hobl            | DKW        | +1' 52" 37    | 1     |
| 7    | Rupert Hollaus         | Moto Guzzi | +2' 15" 5     |       |
| 8    | Georg Braun            | Horex      | +1 giro       |       |
| 9    | Heinrich Thorn-Prikker | Moto Guzzi | +2 giri       |       |
| 10   | Kurt Knopf             | NSU        | +6 giri       |       |

### Ritirati
| Pilota            | Moto      | Motivo ritiro |
| ----------------- | --------- | ------------- |
| Karl Lottes       | DKW       |               |
| Joe Glazebrook    | AJS       |               |
| Fritz Kläger      | NSU       |               |
| Bill Petch        | Velocette |               |
| William Webster   | Velocette |               |
| Siegfried Wünsche | DKW       |               |

## Classe 125
32 piloti iscritti, 24 alla partenza, 12 al traguardo.

### Arrivati al traguardo
| Pos. | Pilota                     | Moto       | Tempo         | Punti |
| ---- | -------------------------- | ---------- | ------------- | ----- |
| 1    | Angelo Copeta              | MV Agusta  | 1h 05' 38" 03 | 8     |
| 2    | Cecil Sandford             | MV Agusta  | +31" 22       | 6     |
| 3    | Rupert Hollaus             | NSU        | +1' 04" 49    | 4     |
| 4    | Wolfgang Brand             | NSU        | +2' 02" 35    | 3     |
| 5    | Marcelo Cama               | Montesa    | +1 giro       | 2     |
| 6    | Georg Braun                | FB Mondial | +2 giri       | 1     |
| 7    | Carlo Ubbiali              | MV Agusta  | +3 giri       |       |
| 8    | Gabriel Corsín             | MV Agusta  | +3 giri       |       |
| 9    | Joaquin "Pingüino" Sagnier | Montesa    | +3 giri       |       |
| 10   | Juan Soler Bultó           | Montesa    | +4 giri       |       |
| 11   | Paul Feurstein             | NSU-Puch   | +5 giri       |       |
| 12   | Juan Bertrand              | Montesa    | +8 giri       |       |

### Ritirati
| Pilota                | Moto        | Motivo ritiro |
| --------------------- | ----------- | ------------- |
| Emilio Mendogni       | Moto Morini |               |
| Antonio Creus         | MV Agusta   |               |
| Ramón Soley           | MV Agusta   |               |
| Mobi Vierdag          | Eysink      |               |
| Gijs Lagervey         | Sparta      |               |
| Tito Forconi          | MV Agusta   |               |
| Karl Lottes           | MV Agusta   |               |
| Werner Haas           | NSU         |               |
| Otto Daiker           | NSU         |               |
| José Antonio Elizalde | Montesa     |               |
| William Webster       | MV Agusta   |               |
| Juan Atorrasagasti    | MV Agusta   |               |